# Е. Л. Джеймс
Ерика Ленард (на английски: Erika Leonard) е британска авторка на бестселъри в жанра еротичен любовен роман. Пише под псевдонима Е. Л. Джеймс (на английски: E. L. James).

## Биография и творчество
Ерика Митчъл Ленард е родена на 7 март 1963 г. в Лондон, Англия. Майка ѝ е чилийка, а баща ѝ е шотландец, оператор в BBC. Отраства в Бъкингамшър. Учи в частната девическа гимназия в Хай Уикъмб, Бъкингамшър. Завършва история в Университета на Кент.
След дипломирането си работи като асистент на управителя на Националното училище за кино и телевизия в Бекънсфийлд. Издига се до поста на изпълнителен продуцент на телевизия.
През 1987 г. се омъжва за Найъл Ленард, сценарист и режисьор в телевизията, в която работи. Имат двама сина.
От ранно детство мечтае да пишете истории, но първоначално се съсредоточва върху семейството си и кариерата си. Заедно с това обаче през 2009 г. започва да пише еротични разкази като фензини в интернет по известната поредица „Здрач“ на Стефани Майер под псевдонима Snowqueens Icedragon с героите ѝ Бела Суон и Едуард Кълън.
По-късно тя обединява тези разкази в първия си роман „Петдесет нюанса сиво“, разказвайки за връзката на младата студентка Анастейша Стийл и по-възрастния от нея Крисчън Грей. Публикува го през 2011 г. като електронна книга в сайта The Writers' Coffee Shop в Австралия. Заради интереса на читателите е издаден на хартия и става тотален международен бестселър. През 2015 г. романът е екранизиран в едноименен филм с участието на Дакота Джонсън, Джейми Дорнан и Дженифър Ел.
Веднага след него са публикувани продълженията му „Петдесет нюанса по-тъмно“ и „Петдесет нюанса освободени“. Книгите на писателката са издадени в над 70 милиона екземпляра по света. През 2012 г. е обявена за една от 100-те най-влиятелни личности в света.
Ерика Ленард живее със семейството си в Брентфорд, Западен Лондон.

## Произведения

### Самостоятелни романи
- The Mister (2019)
Господинът, изд.: ИК „Бард“, София (2019), прев. Цветана Генчева

### Серия „Петдесет нюанса“ (Fifty Shades)
1. Fifty Shades of Grey (2011)
Петдесет нюанса сиво, изд.: ИК „Бард“, София (2012), прев. Гергана Дечева
2. Fifty Shades Darker (2011)
Петдесет нюанса по-тъмно, изд.: ИК „Бард“, София (2012), прев. Цветана Генчева, Кремена Бъчварова
3. Fifty Shades Freed (2012)
Петдесет нюанса освободени, изд.: ИК „Бард“, София (2012), прев. Гергана Дечева
4. Grey: Fifty Shades of Grey as Told by Christian (2015)
5. Darker: Fifty Shades Darker as Told by Christian (2017)

### Екранизации
- 2015 Петдесет нюанса сиво, Fifty Shades of Grey – по романа
- 2017 Петдесет нюанса по-тъмно, Fifty Shades Darker – по романа
- 2018 Петдесет нюанса освободени, Fifty Shades Freed – по романа